# Furla
芙拉（Furla）是義大利一個設計產品品牌，于1927年由芙拉聶托家族創辦，目前仍由芙拉聶托家族擁有。產品有手袋、鞋子到飾品等。總部位於博洛尼亞市內一座18世紀別墅裡，另外還有5間子公司分佈于美國、法國、日本、中国和韓國。 

## 發展
自20世紀80年代初起，芙拉公司已經開始在意大利飾品市場發展出口業，建立特許經營網絡。目前，芙拉公司的產品已經出口到71個國家。它的產品還在1,000間以上的零售銷售網點、319間獨立品牌專賣店中均有展示，其中有145間品牌專賣店屬於芙拉公司旗下，另外的174間品牌專賣店則為特許經營點。 
在中國市場，該公司與馮氏集團（Fung Holdings Ltd）合資，負責經營中國内地、香港和澳門市場。
印度市場則印度時裝公司—創世紀豪華時尚（Genesis Luxury Fashion Pvt. Ltd）共同合資，并提交了一份進入印度市場的外商直接投資（FDI）方案。

## 芙拉基金會
2008年，芙拉公司总裁喬凡娜·芙拉聶托（Giovanna Furlanetto）創立芙拉基金會。為年輕的創意設計師們提供資助。

## 外部連結
- Furla Foundation（页面存档备份，存于）